# Jolbón
Jolbón är en ort i Mexiko.   Den ligger i kommunen Chamula och delstaten Chiapas, i den sydöstra delen av landet, 700 km öster om huvudstaden Mexico City. Jolbón ligger 2 360 meter över havet och antalet invånare är 104.
Terrängen runt Jolbón är lite bergig. Runt Jolbón är det tätbefolkat, med 530 invånare per kvadratkilometer. Närmaste större samhälle är San Cristóbal de las Casas, 10,5 km söder om Jolbón. Omgivningarna runt Jolbón är en mosaik av jordbruksmark och naturlig växtlighet.